# Emiliano Rubbi
Emiliano Rubbi (Roma, 22 settembre 1974) è un produttore discografico, compositore e sceneggiatore italiano.

## Biografia
Dopo gli esordi con il gruppo trip hop Mata Hari come MC e in seguito con la band alternative rock Lemmings, in veste di cantante e compositore, inizia una lunga lista di collaborazioni come produttore e sound engineer con diversi artisti, tra i quali Piotta, Brusco e Andrea Ra. Con Piotta scrive il brano Ladro di Te che parteciperà al Festival di Sanremo 2004.
Nel 2007 produce assieme a Piotta Troppo avanti, brano realizzato con Caparezza, il cui video vede la partecipazione del Trio Medusa.
Il 3 luglio 2012 partecipa come co-autore del brano e co-produttore al progetto I.P.E.R. (Indipendenti Per Emilia Romagna e Lombardia) con il brano Ancora in piedi, con il supporto di ARCI ed Audiocoop. Coordinati da Piotta, promotore dell'idea e co-produttore del brano, aderiscono più di 20 storici artisti della scena indipendente, tra cui i 99 Posse, Roberto Angelini, Pierpaolo Capovilla (Il Teatro degli Orrori), Enrico Capuano, Cisco, Combass (Après La Classe), Roberto Dell'Era (Afterhours), Dj Aladyn, Andrea Ferro, Marco “Maki” Coti Zelati (entrambi parte dei Lacuna Coil), Erica Mou, Federico Poggipollini, Quintorigo, Sud Sound System e Velvet. Visto l'interesse suscitato il progetto Ancora in piedi prosegue con una serie di eventi live sul territorio colpito dal sisma e si aggiudica il premio PIVI per l'impegno sociale in occasione del Medimex.
Nel 2014 recita nel film Psychomentary diretto da Luna Gualano. Sempre nello stesso anno assieme ad Andrea Ra crea il progetto musicale parallelo Musica Per Organi Caldi, con il quale pubblica l'EP 69.
Nel 2017 produce la canzone 7 vizi capitale di Piotta ed Il Muro del Canto che verrà utilizzata come sigla finale della serie Suburra prodotta da Netflix e mandata in onda dal 6 ottobre dello stesso anno.
Nel 2018 torna a collaborare con la regista Luna Gualano, scrivendo la sceneggiatura e parte della colonna sonora del film horror Go home - A casa loro. Rubbi dichiarò di essere stato ispirato per il soggetto di Go Home-A casa loro da un triste fatto di cronaca nera successo a Fermo (che vedeva coinvolto un ragazzo di colore picchiato a morte da un ultrà di estrema destra per futili motivi) e affermò in un'intervista che: "quel tipo di odio immotivato poteva ricordare in qualche maniera la furia cieca e insensata degli zombie". Il film viene presentato alla Festa del Cinema di Roma nella rassegna Alice nella città dove vince il "Premio Panorama Italia", successivamente vince anche il Premio Mario Bava al Fantafestival 2018.
Dal maggio 2019 inizia a collaborare con il quotidiano nazionale Paese Sera.
Da settembre del 2016 Emiliano Rubbi è ospite fisso tutti i giovedì presso il morning show di Radio Rock.

## Discografia (parziale)

### Con i Mata Hari
- 2000 - Mata Hari - Point Of View records/Self Distribuzione S.p.A.

### Con i Lemmings
- 2009 - Lemmings
- 2011 - Teoria del Piano Zero

### Con Piotta
- 2009 – S(u)ono diverso (produttore)
- 2012 – Odio gli indifferenti (produttore)
- 2015 – Nemici (produttore)
- 2018 – Interno 7 (produttore)

### Con Andrea Ra
- 2011 - Nessun riferimento (sound engineer)

### Con Musica per Organi Caldi
- 2014 - 69 (Ep)

### Con Brusco
- 2017 - Guacamole (produttore)

### Con Giordana Angi
- 2017 - Bam Bam (produttore e mix engineer)[8]

### Con i Maisie
- 2018 - Maledette Rockstar -Snowdonia Dischi/La Zona- (produttore)

## Filmografia (parziale)

### Attore
- The Mark - Il segno della vendetta (2003)
- Un certain regard cortometraggio (2006)
- Psychomentary (2015)

### Sceneggiatore
- Go Home - A casa loro (2018)
- La Guerra del Tiburtino III (2023)
- U.S. Palmese (2024)

### Mix e post produzione audio
- Il ministro (2016)[9]
- Oh mio Dio! (2017)

### Compositore
- 100 bullets d'argento - serie tv (2012)
- Go home - A casa loro (2018)

### Doppiatori
Marco Balzarotti in The Mark - Il segno della vendetta